# Todo sobre Eva
Todo Sobre Eva (en hangul, 이브의 모든것; romanización revisada, Ibeuui modeungeot) es una novela de televisión surcoreana emitida originalmente durante 2000 por MBC y protagonizada por Kim So Yeon y Park Chae Rim.
Fue emitida desde el 26 de abril hasta el 6 de julio de 2000, con una longitud de 20 episodios emitidos los días miércoles y jueves a las 21:55 (KST). La telenovela está enfocada en dos jóvenes reporteras de noticieros de televisión compitiendo por quien hace mejor su trabajo y otras situaciones de sus vidas personales, en la ficticia estación de televisión MBS.
En 2009 fue adaptada para las audiencias filipinas por GMA Network, en una versión denominada "All About Eve", mientras que a finales de 2010 se estrenó la versión china, llamada "Ài shàng nǚ zhǔbō" (爱上女主播) por Zhejiang TV.

## Sinopsis
Jin Sun Mi es una adorable joven que vive con su padre viudo y tiene una feliz vida muy cerca a su amigo de la infancia, Woo Jin. Todo cambia drásticamente para ella, cuando el obrero Huh, de la compañía constructora del Sr. Jin (padre de Sun Mi) muere en un accidente dejando sola a su única hija Young Mi (cuya madre la había abandonado) por lo que el Sr. Jin decide protegerla. Young Mi tiene la misma edad de Sun Mi.
Young Mi tuvo una vida de pobreza y maltratos debido al alcoholismo de su padre, esto la llenó de miedos y resentimientos que le hacen tener una personalidad arrogante y decidida a salir de la pobreza a cualquier costo. Su llegada al hogar del Sr. Jin causa conmoción y desconfianza en Sun Mi y en la Sra. Song (madre de Woo Jin) mientras que su belleza y la simpatía que inicialmente muestra Young Mi, logra que tanto el Sr. Jin como Woo Jin la acojan con cariño.
Las dos jóvenes logran ingresar a estudiar comunicación masiva en la universidad, con la meta de ser las mejores en su profesión; sin embargo, Young Mi siente envidia malsana hacia Sun Mi porque a su juicio, ella goza de todo lo que la vida le había negado: el amor de un buen padre, comodidades y el cariño de todos los que la conocen, mientras que ella solo tuvo miseria, agresiones y el abandono de su madre. Esto hace que vea a Sun Mi como a su rival a vencer.
Sun Mi, vive perdidamente enamorada de Woo Jin, ya que crecieron juntos y sus padres fueron novios así que ella quiere consolidar la familia y siempre está a la espera de ser pedida en matrimonio por él, pero comienza a sospechar que hay una relación más allá de lo amistoso entre Young Mi y Woo Jin. La fuerte rivalidad entre ambas jóvenes se desata cuando Young Mi hace lo posible para dejar mal a Sun Mi ante los ojos de los demás, recurriendo a intrigas y a malas tretas, mostrándose a sí misma como una víctima de la ira "sin motivo" de Sun Mi. El conflicto se hace más intenso al confirmar Sun Mi sus sospechas cuando Woo Jin le habla sobre el amor que siente por la recién llegada, sintiéndose muy herida por esta confirmación y decepción amorosa.
Young Mi disfruta de la situación de saber que ha conquistado el amor de Woo Jin a costa de su rival y también disfruta de ver el sufrimiento de Sun Mi quien viaja de Seúl a Londres para estudiar inglés y además, para ordenar sus ideas y llenarse de valor para enfrentar esta nueva situación. Una mañana, caminando ensimismada en sus problemas, cruza la calle sin fijarse en la luz del semáforo siendo golpeada por un auto que le hace caer fuertemente al piso; fue así que conoce a Hyung Chul, un joven coreano residente en Inglaterra, hijo de un importante dueño de empresas televisivas, quien al no llevarse bien con su padre (pues este abandonó a su madre para establecer un nuevo hogar con otra mujer) reside fuera de su país natal para no tener contacto con él.
Sun Mi y Hyung Chul forman una linda amistad de confidentes, aunque ella ignora la posición social de Hyung a quien ve como a un amigo desempleado que se queda en Londres mientras ella regresa a Corea a proseguir con sus estudios en comunicación.
El tiempo pasa y luego de aprobar sus estudios, las dos jóvenes ingresan a trabajar a la cadena televisiva MBS: Sun Mi y Young Mi de reporteras y Woo Jin de camarógrafo. Es así que la historia comienza a desarrollarse en este nuevo mundo de la televisión donde las rivales luchan por demostrar su superioridad sobre la otra, aunque Young Mi no duda en usar malvadas artimañas, mientras que Sun Mi confía en su esfuerzo y talento. Una vez más las cosas cambian repentinamente cuando Sun Mi descubre que, aquel amigo desempleado que había conocido en Londres (y que ya había regresado a Corea), es nada menos que el nuevo presidente de la cadena televisiva a la que pertenece. Enojada porque él se lo había ocultado, ella decide cortar su relación amistosa con Hyung quien luego la convence de que no lo haga.
Young Mi ve en el nuevo presidente, la oportunidad de su vida de lograr el estatus social que siempre había deseado pero empieza a detestar aún más a Sun Mi cuando esta recibe manifestaciones de cariño de Hyung Chul y peor aun cuando él comienza a lucirse con ella de la mano como si fueran novios aunque Sun Mi le dice que son sólo amigos.
Woo Jin comienza a notar cambios en la conducta de ya pareja Young Mi quien siente que su enamorado es un estorbo para su meta de conquistar a Hyung Chul pues está decidida a arrebatar una vez más el amor de un hombre a Sun Mi cosa que se siente segura de hacer gracias a su belleza y calculado encanto. Woo Jin quien siente un amor intenso y apasionado por ella poco a poco se va autodestruyendo con el alcohol y las malas noches, decepcionado por la conducta desdeñosa y fría de ella sintiéndose miserable cada vez que Young Mi rechaza sus proposiciones de vivir su relación y cayendo por ello cada vez más en el vicio, lo que destroza a su madre, la señora Song y a la misma Sun Mi quien intenta ayudarlo a superar esta situación.
Young Mi intenta "cazar" a Hyung Chul y no desaprovecha las oportunidades de acercarse a él para darle celos a Sun Mi y estropearle su relación; pero el amor de Hyong Chul por Sun Mi es más fuerte de lo que Young Mi pensaba al grado de rechazarla y afianzar su relación con Sun Mi, a quien le propone matrimonio. Aunque su relación es secreta luego se hace del conocimiento público lo que los incomoda un poco. El afecto de Hyoung Chul por Sun Mi hace le tenga algunas consideraciones en la estación. Sin embargo, los celos de Yu Hui, una conductora estrella, hacen que apoye a Young Mi para obtener la conducción de noticieros y diversos programas.
El clímax de la trama ocurre cuando un examante de Young Mi aparece y la amenaza con revelar un secreto muy bien guardado: ella fue en el pasado una prostituta y este personaje (su ex proxeneta obsesionado con ella) le dice que posee fotos que comprueban la relación de pareja que ambos sostuvieron en el pasado. Como el truhan no logra convencerla de retomar tal relación, decide acosarla y Young Mi, asustada hace que lo encarcelen por otros motivos. Al salir el delincuente decide matarla, pero su objetivo es frustrado por Woo Jin quien muere sacrificando su vida para salvarla, al ser atropellado por un camión. Young Mi inicialmente no se conmueve por el este sacrificio, sin embargo, posteriormente le pesa en su conciencia y al encontrar de nuevo a su examante hace que lo apresen para vengar la muerte de Woo Jin. Luego, todo el pasado de Young Mi sale a relucir y es sabido por todos sus conocidos y trata en vano de suicidarse, pero es hallada inconsciente por unas monjas a la orilla del río Han (Corea). Cuando Young Mi despierta, se descubre que sufre de amnesia y no recuerda su vida pasada, y se interna en un orfanato para cuidar niños.
Al enterarse todo mundo de la desaparición de Young Mi se lanzan a su búsqueda pero en vano. En un reportaje del orfanato hecho por la estación, Sun Mi identifica a Young Mi en una de las escenas y se lo notifica a todos sus compañeros. Hyong Chul y Su Mi parten al orfanato y se entrevistan con las monjas quien les dicen que la señal de la cadena televisiva no llega al lugar por lo que no se pudieron comunicar con ellos.
El drama finaliza con la feliz reconciliación entre Young Mi y Sun Mi, quien llora junto a Young Mi al perdonarse los errores de ambas. Sun Mi acepta una propuesta de estudios en periodismo en Londres. En la escena final Hyong Chul jura amor eterno y se declara a Sun Mi en medio de una calle.

## Reparto
- Park Chae Rim como Jin Sun Mi:

Es una joven soñadora y noble que inicialmente ama a Woo Jin y sufre al enterarse del amor de éste por Young Mi. Inicia su carrera como reportera en la estación de televisión, MBS. Después de que Hyung Chul se le declara, descubre que lo ama también.
- Jang Dong Gun como Yong Hyung Chul:

Cuando su madre muere, él decide estudiar en Londres, y resiente que su padre contrae nuevas nupcias después de que abandonó a su primera familia, cuando Hyung era un niño todavía. Hyung Chul es obligado tomar el puesto de Director Ejecutivo del grupo televisivo Moon Yong cuando su padre enferma.
- Kim So Yeon como Heo Young Mi:

Joven recién huérfana a quien su madre abandonó en la niñez. Es reportera en la misma cadena de Sun Mi. Es luchadora e inteligente pero su arrogancia y envidia la consume al grado de querer acabar con Sun Mi
- Han Jae Suk como Kim Woo Jin:

Es el gran amor de Sun Mi, aunque luego inicia su relación con Young Mi. Trabaja de camarógrafo. Él ama a Young Mi pero ella lo desprecia constantemente y se sacrifica por ella.
- Kim Jung Eun como Yoo Joo Hee:

Es la presentadora estrella de la cadena. Amaba a Hyung desde sus juventudes, y siente celos al notar la relación de él con Sun Mi cuando la conoce. Al final desiste de sus sentimientos y se casa con Sun Dal.
- Park Chul como Kim Dal Sun:

Es el mejor amigo de Hyung, tiene buena relación con el padre de Sun Mi y la madre de Woo Jin, y está eternamente enamorado de Joo Hee.
- Lee Geun Hee como Lee Kyung Hee:

Otra veterana conductora. Apoya a Sun Mi, y al final se casa con Ki Yong.
- Park Sook Chul como Shin Ki Dong:

Otro veterano reportero, aunque permanece casi siempre detrás de las cámaras, igual que Kyung Hee. Ama a Kyung Hui y al final ambos se comprometen.
- Kim Hyo Jin como Jo Cho Jae:

Mejor amiga de Sun Mi y trabaja en la sección de doblajes. Es indiscreta, impertinente e inestable.
- Yoon Gi Won como Choi Jin Soo:

Mejor amigo de Sun Mi, es un reportero algo distraído. Su carácter es idéntico a Cho Jae a quien todo el tiempo persigue para declararle su amor y al final terminan comprometidos.

## Curiosidades

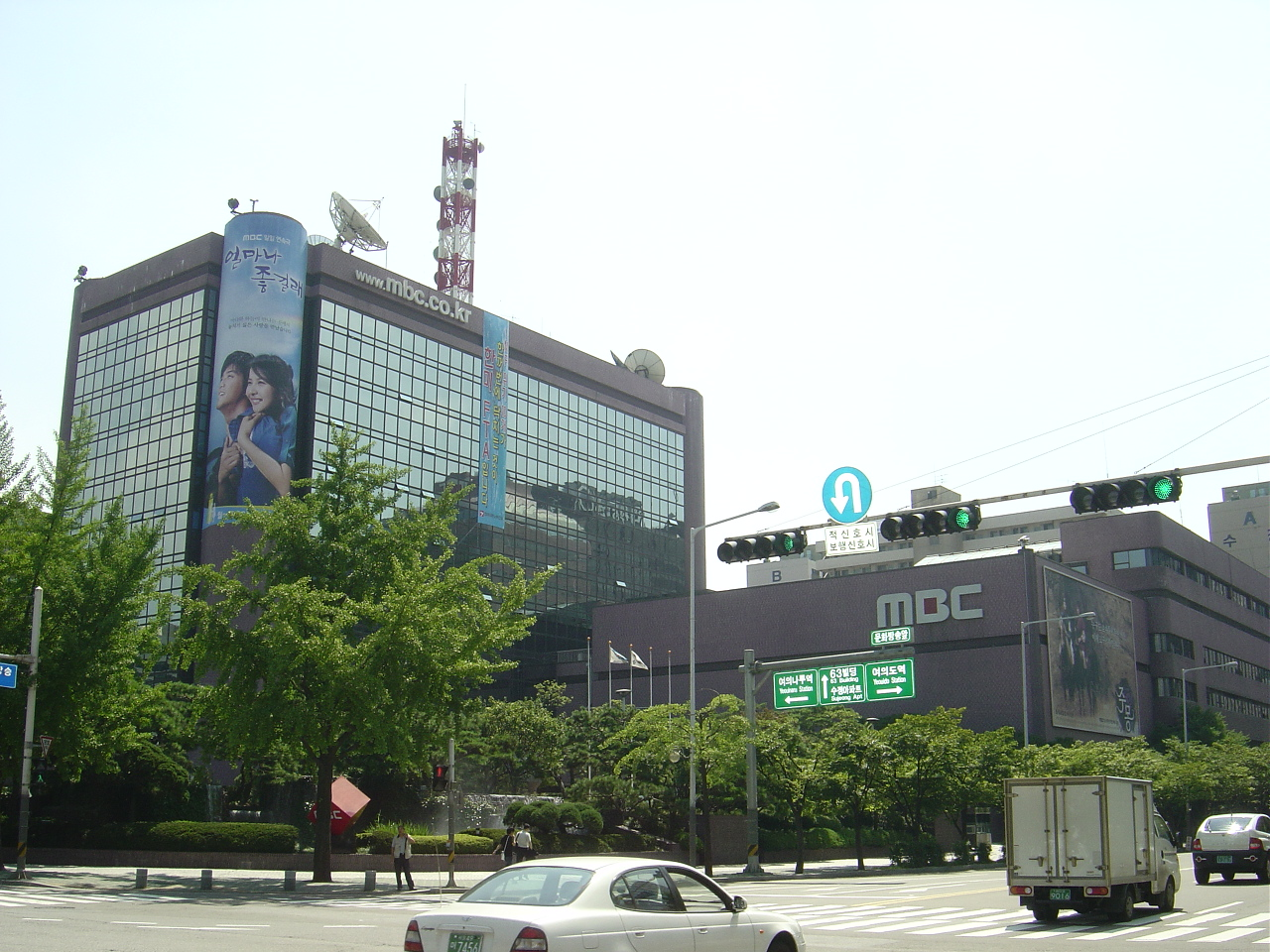
Sede central de MBC en Seúl.

- En la vida real, Jang Dong-gun es amigo de Han Jae Suk
- El lugar donde rodaron las escenas de ingreso al canal de Sun Mi y Young Mi y donde Hyung Chul era ejecutivo del canal MBS, era en realidad el Canal MBC. El canal MBC en Yeoido y el instituto MBC en Euijungbu fueron los escenarios principales del rodaje de los reporteros en acción.
- El aeropuerto desde donde Sun Mi va a Inglaterra para estudiar es el aeropuerto Gimpo, sin embargo solo salen vuelos nacionales ya que los internacionales salen del Aeropuerto Internacional de Incheon.

## Emisión internacional
- Filipinas: GMA Network
- Japón: TV Asahi y LaLa TV.
- México: TV Mexiquense, Trecevisión y C7 Jalisco.
- Panamá: Canal 11 (2002).
- Perú: TV Perú, Panamericana y BHTV Cable Mas
- Taiwán: TV Formosa y Videoland.
- Venezuela: Venezolana de Televisión (2001) y La Tele (2012).
- Ecuador: Ecuador TV (2009) y (2010).
- El Salvador: Canal 12 de El Salvador (2006).

## Adaptaciones
- China: Ài shàng nǚ zhǔbō - 爱上女主播 (2010).
- Filipinas: All About Eve (2009).